# Avdat
| \| Avdat Mamshit Haluza Shivta Moa Nekarot Saharonim Makhmal Kasra Nitsana Pétra Gaza \| Avdat est situé sur la route de l'encens et des épices. |
| Avdat Mamshit Haluza Shivta Moa Nekarot Saharonim Makhmal Kasra Nitsana Pétra Gaza                                                               |

Avdat ou Ovdat ou encore Oboda (en hébreu : עבדת) est le nom d'une ancienne halte caravanière nabatéenne sur la route commerciale de l'encens et des épices. Le site se trouve au centre du désert du Néguev, dans le sud d'Israël près de Sdé Boker (le kibboutz de Ben Gourion).
Elle est l'une des quatre villes du désert du Néguev sur la route de l'encens classées au patrimoine mondial depuis 2005.
Magnifiquement conservée, cette cité ancienne, à 650 mètres au-dessus du niveau de la mer, domine le désert. Nommée en hommage au monarque nabatéen Obodas Ier, Avdat fut construite au IIIe siècle avant notre ère. Longtemps prospère, la ville fut désertée après un séisme en 630.

Vue du site d'Avdat.
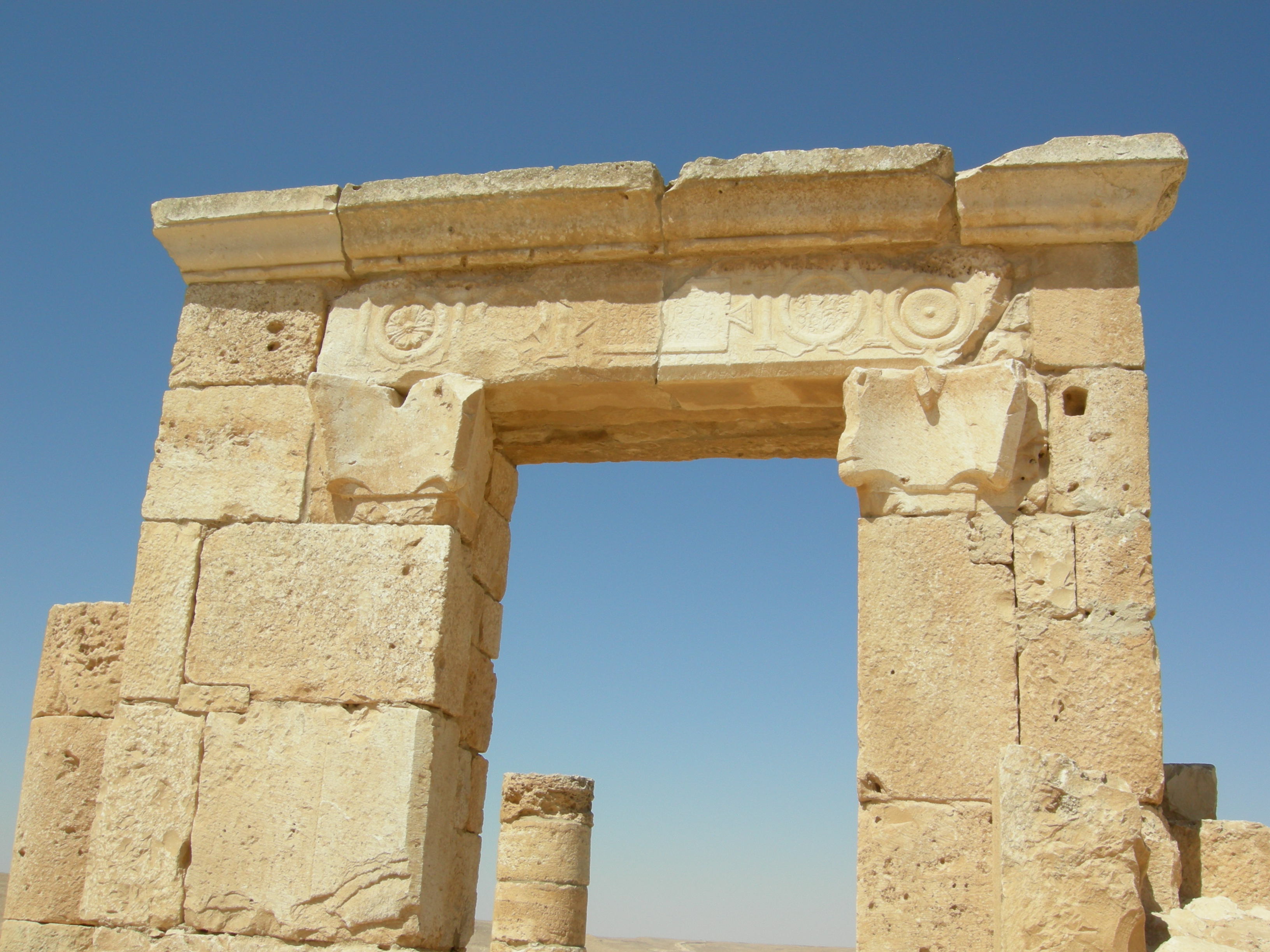
Ruine d'Avdat.
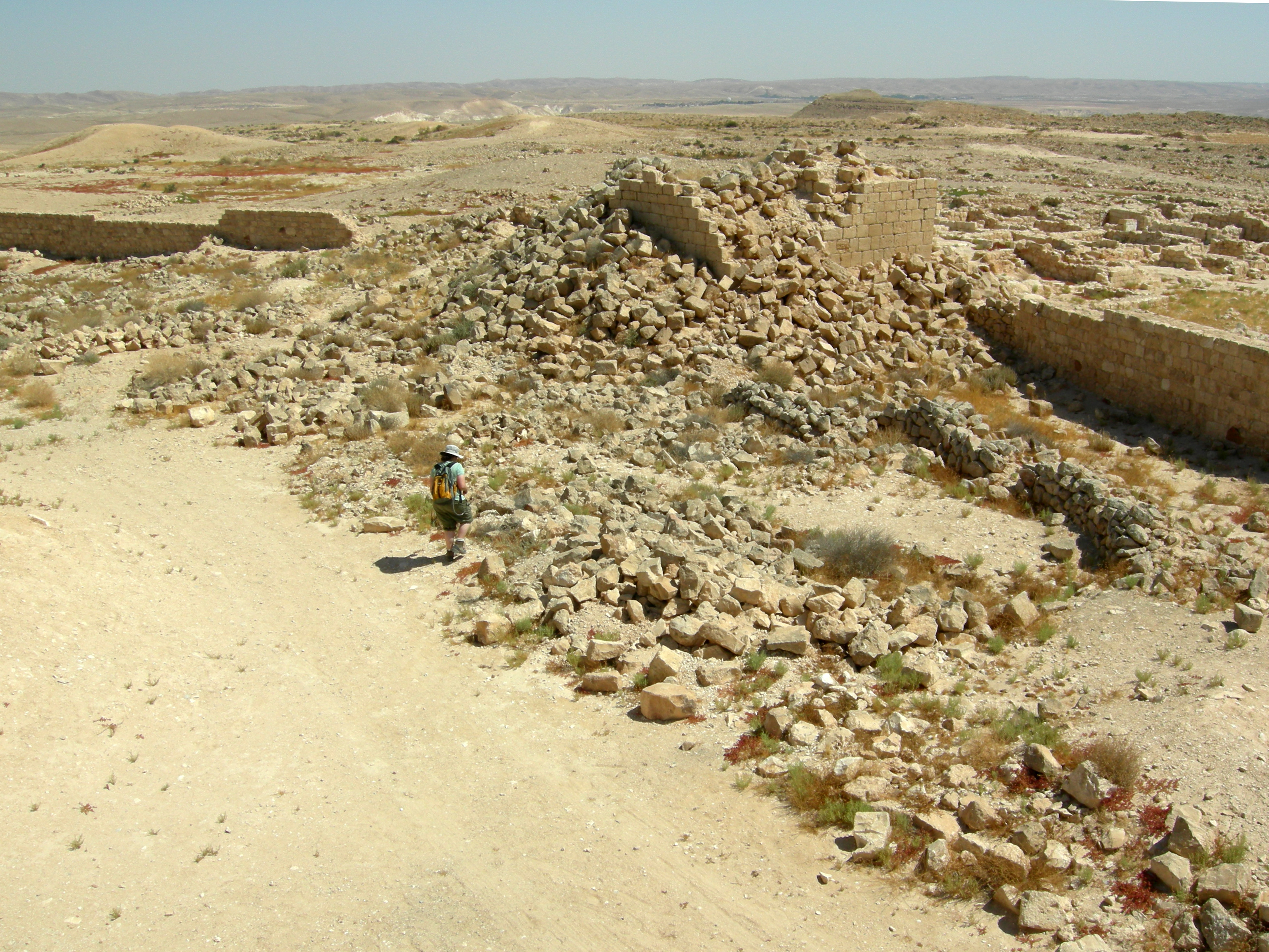
Ruine d'Avdat.